# Старый Ров
Старый Ров (укр. Старий Рів) — река в Шептицком районе Львовской области Украины. Левый приток Стыра (бассейн Днепра).
Длина реки 17 км, площадь бассейна 73 км2. Русло слабоизвилистое, на значительном протяжении выпрямленное и канализированное, пойма широкая, во многих местах заболочена.
Берёт начало севернее села Руденко. Течёт на восток (частично на юго-запад). Впадает в Стыр южнее села Щуровичи.
На реке расположены сёла Руденко, Кустин, Батыев, Новоставцы, Берёзовка.
В верхнем течении река имеет название Рудка.